# Entrichella linozona
Entrichella linozona is een vlinder uit de familie wespvlinders (Sesiidae), onderfamilie Tinthiinae.
Entrichella linozona is voor het eerst wetenschappelijk beschreven door Meyrick in 1926. De soort komt voor in het Oriëntaals gebied.